# Bredgar
Bredgar è un villaggio con status di parrocchia civile dell'Inghilterra sud-orientale, facente parte della contea del Kent e del borough di Swale.

## Geografia fisica

### Collocazione
Bredgar si trova ad una ventina di chilometri a nord-est di Maidstone.

## Storia
Il nome della località deriva da Robert de Bredgar, che risiedette qui nel XII secolo.
Nel 1800, la parrocchia civile di Bredgar è citata con il nome di Bradgare da Edward Hasted.

## Monumenti e luoghi d'interesse
- Chiesa di San Giovanni Battista[3]
- Swanton Court[4]
- Mann's Place[5]